# Озёрное (Кулундинский район)
Озёрное — село в Кулундинском районе Алтайского края. Входит в состав Семёновского сельсовета.

## История
Основано в 1909 году. В 1928 г. посёлок Озерновский состоял из 101 хозяйства, центр Озёрновского сельсовета Ключевского района Славгородского округа Сибирского края. Отделение колхоза имени Сталина.

## Население
В 1928 году в посёлке проживало 564 человека (277 мужчин и 287 женщин), основное население — украинцы. По переписи 1959 г. в селе проживало 391 человек (184 мужчины и 207 женщин).
| 1997 | 1998 | 1999 | 2000 | 2001 | 2002 | 2003 |
| ---- | ---- | ---- | ---- | ---- | ---- | ---- |
| 25   | ↘22  | ↘13  | ↗15  | ↘13  | ↗14  | ↗17  |
| 2004 | 2005 | 2006 | 2007 | 2008 | 2009 | 2010 |
| ↘14  | →14  | ↗15  | ↗16  | ↘14  | ↘13  | ↗19  |
| 2011 | 2012 | 2013 |      |      |      |      |
| ↘15  | ↘13  | ↘12  |      |      |      |      |